# Kanton Cuq-Toulza
Kanton Cuq-Toulza is een voormalig kanton van het Franse departement Tarn. Kanton Cuq-Toulza maakte deel uit van het arrondissement Castres en telde 2148 inwoners (1999). Het werd opgeheven bij decreet van 17 februari 2014 met uitwerking op 22 maart 2015. Alle gemeenten werden opgenomen in het nieuwe kanton Lavaur Cocagne.

## Gemeenten
Het kanton Cuq-Toulza omvatte de volgende gemeenten:
- Aguts
- Algans
- Cambon-lès-Lavaur
- Cuq-Toulza (hoofdplaats)
- Lacroisille
- Maurens-Scopont
- Montgey
- Mouzens
- Péchaudier
- Puéchoursi
- Roquevidal